# Acrolophus cockerelli
Acrolophus cockerelli är en fjärilsart som beskrevs av Dyar 1900. Acrolophus cockerelli ingår i släktet Acrolophus och familjen Acrolophidae. Inga underarter finns listade i Catalogue of Life.